# Lehmwellerbau

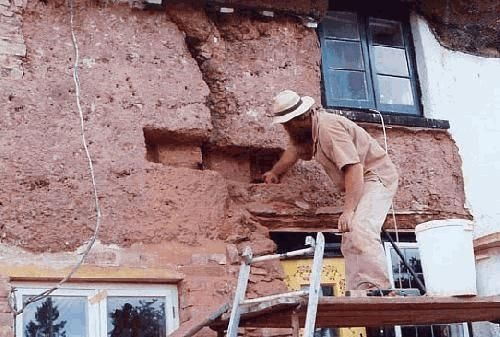
Reparatur eines Lehmbaus in Devon, England

Der Lehmwellerbau ist eine Massivlehmtechnik zum Errichten von Wandkonstruktionen.

## Zum Begriff
Wellerlehm ist ein regionaler Begriff für das beim Hausbau verwendete Stroh-Lehm-Gemisch. Beim Lehmwellerbau wird dieser Wellerlehm zu einer massiven Lehmwand verarbeitet. Die Lehmwellerwand wird – im Gegensatz zur Stampflehmbauweise – frei, d. h. ohne Schalung, aufgeschichtet und sodann durch das Abstechen mit dem Spaten in Form gebracht.
Trotz der Namensähnlichkeit werden Weller bzw. Wellerhölzer oder Lehmwickel nicht im Lehmwellerbau eingesetzt, sondern dienen im Rahmen der weitverbreiteten Lehmwickeltechniken zum Füllen von Holzbalkendecken sowie von Gefachen in der Fachwerkbauweise.

## Zur Bauweise
Für den Bau wird das Material, der Wellerlehm feucht angemischt, anschließend manuell oder maschinell durchgewalkt und oft wenigstens über Nacht eingeweicht (gemaukt). Im Lehmwellerbau wurde es mit der Mistgabel unmittelbar zu einer meist 50–120 cm dicken, massiven Wand aufgeschichtet. In großem Maßstab kann das Gemisch per Gartenfräse oder Kompostumsetzer homogen durchmischt und anschließend durch Überfahren mit dem Traktor geknetet werden. Früher wurde es von Ochsen gestampft.
Durch den Strohanteil waren Lehmwellerwände bis zu einer Höhe von 50–90 cm auch ohne Schalung in feuchtem Zustand formstabil. Nach etwa 5 Tagen wurde die nächste Schicht aufgesetzt und nach 10–14 Tagen konnten die unebenen seitlichen Oberflächen mit einem scharf geschliffenen Spaten gleichmäßig abgestochen werden.
Nicht verputzte Lehmwellerwände lassen sich so an den angeschnittenen Strohhalmen in der Wandoberfläche erkennen.
Um eine gleichmäßigere Wandoberfläche zu erhalten, wurden die Wellerwände wohl teilweise auch eingeschalt. Der Übergang zur Stampflehm-Bauweise ist daher fließend.
Da eine massive Strohlehmwand lange trocknen muss, können diese dicken Wände in unbeheizten Gebäuden nur zwischen März und August ausgeführt werden, damit sie noch in der warmen Jahreszeit austrocknen können, ohne dass die noch feuchte Wand im Winter auffriert. Durch seine ausgeprägte Kapillarität ermöglicht der Lehm die Austrocknung der massiven Wand. Gebündeltes feuchtes Stroh trocknet extrem langsam. Bei Leichtlehm-Mischungen mit geringem Lehmanteil sollte daher zur Verbesserung der Trocknung ein Teil des Strohs durch mineralische Leichtzuschläge ersetzt werden.
Durch die über Wochen erhöhten Feuchtigkeitswerte kann sich an der Wandoberfläche Schimmel bilden, insbesondere bei warmen Temperaturen und schlechter Umlüftung. Mithilfe von kleinen Ventilatoren kann eine leichte Luftbewegung erreicht werden. Die entstehende Verdunstungskälte und die Abfuhr der feuchten Luft beschränkt das Schimmelwachstum.
Da Lehm und Stroh keine geeigneten Substrate darstellen, beschränkt sich die Entstehung von Schimmel auf die Oberfläche und er lässt sich nach Austrocknung der Wand leicht abbürsten. Kann die Umlüftung der Wand während der Trocknungsphase nicht sichergestellt werden, so kann die Wand unmittelbar nach der Fertigstellung mit Lehmputz versehen werden. Von der Putzoberfläche lässt sich Schimmel leicht entfernen, insbesondere wenn die sich bildenden Trocknungsrisse regelmäßig durch das Glätten der Oberfläche mit der Kelle geschlossen werden.
Während der Trocknungsphase setzt sich die Wand um bis zu 15 cm pro Geschoss, sodass Fenster- und Türstürze von der Wand entkoppelt oder verschieblich eingebaut werden müssen und der Wandputz erst nach annähernd vollständiger Trocknung aufgebracht werden sollte.
Wenn die Lehmwand nach der Trocknung vor erneuter Durchfeuchtung geschützt wird, kann sie jahrhundertealt werden. Wie bei allen Lehmbauweisen konserviert der Lehm durch seine feuchtigkeitsausgleichenden Eigenschaften organische Materialien wie Stroh und Holz.
Das Raumgewicht der trockenen Wand beträgt bei traditioneller Bauweise rund 1700–1850 kg/m³. Es lässt sich insbesondere bei nicht tragenden Wänden durch Erhöhung des Strohanteils bis auf 1300 kg/m³ und durch Leichtzuschläge noch wesentlich weiter senken. Traditionelle Stampflehmwände erreichen demgegenüber oft 2000–2200 kg/m³.

## Verbreitung
In Mitteleuropa galt es, mit den ersten Wohnhäusern vor allem der Kälte und dem Regen zu widerstehen. Es entwickelte sich eine Holzbauweise aus einer tragenden Pfosten- und Balkenstruktur, deren Zwischenräume mit Flechtwerk versehen und mit Strohlehm beworfen wurden. Daraus entwickelten sich die heute noch weit verbreiteten Fachwerkbauten Mitteleuropas.
Zunehmende Holzknappheit zum Ende des Mittelalters führte jedoch in verschiedenen Regionen Mitteleuropas zu gesetzlich vorgeschriebenen Einschränkungen, etwa dass Häuser erst ab dem ersten Geschoss als Fachwerk ausgebildet sein durften, darunter wurde eine massive Mauer aus Stein oder Wellerlehm errichtet. Durch den Bau von massiven Lehmmauern erhöhte sich die Brandbeständigkeit der Wohnhäuser in den immer dichter besiedelten mittelalterlichen Orten.
Erst die Industrialisierung im 19. Jahrhundert brachte einen umfassenden Wandel in der Baubranche und eine Abkehr von den althergebrachten Lehmbautechniken mit sich. Die Herstellung und der Transport gebrannter Baustoffe in großen Mengen führte zum Bau von Gebäuden vorwiegend mit Backsteinen, Zementmörtel, Beton und Stahlbeton.
Nach dem Zweiten Weltkrieg wurde aufgrund der zerstörten Infrastruktur – vor allem die Wohnhäuser, Fabrikgebäude und Transportwege waren zertrümmert – für kurze Zeit verstärkt wieder mit dem Material aus den Lehmgruben vor Ort gebaut.
Die traditionellen Fachwerkhäuser Mitteleuropas werden auch heute noch bei Sanierungen in althergebrachter Art und Weise mit Strohlehm ausgefacht.

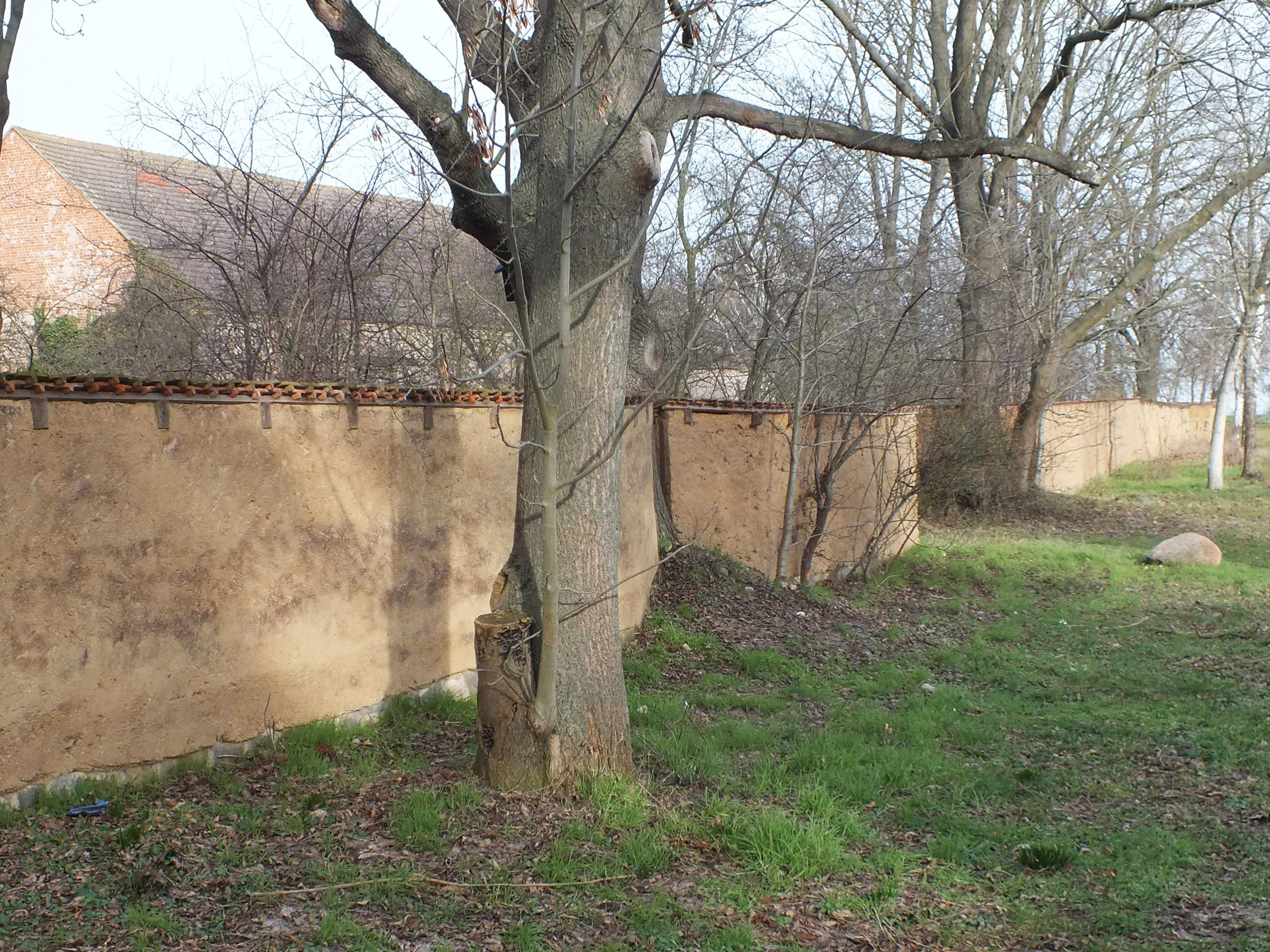
Die neu verputzte Lehmmauer, die früher ganz Gottscheina umgab.

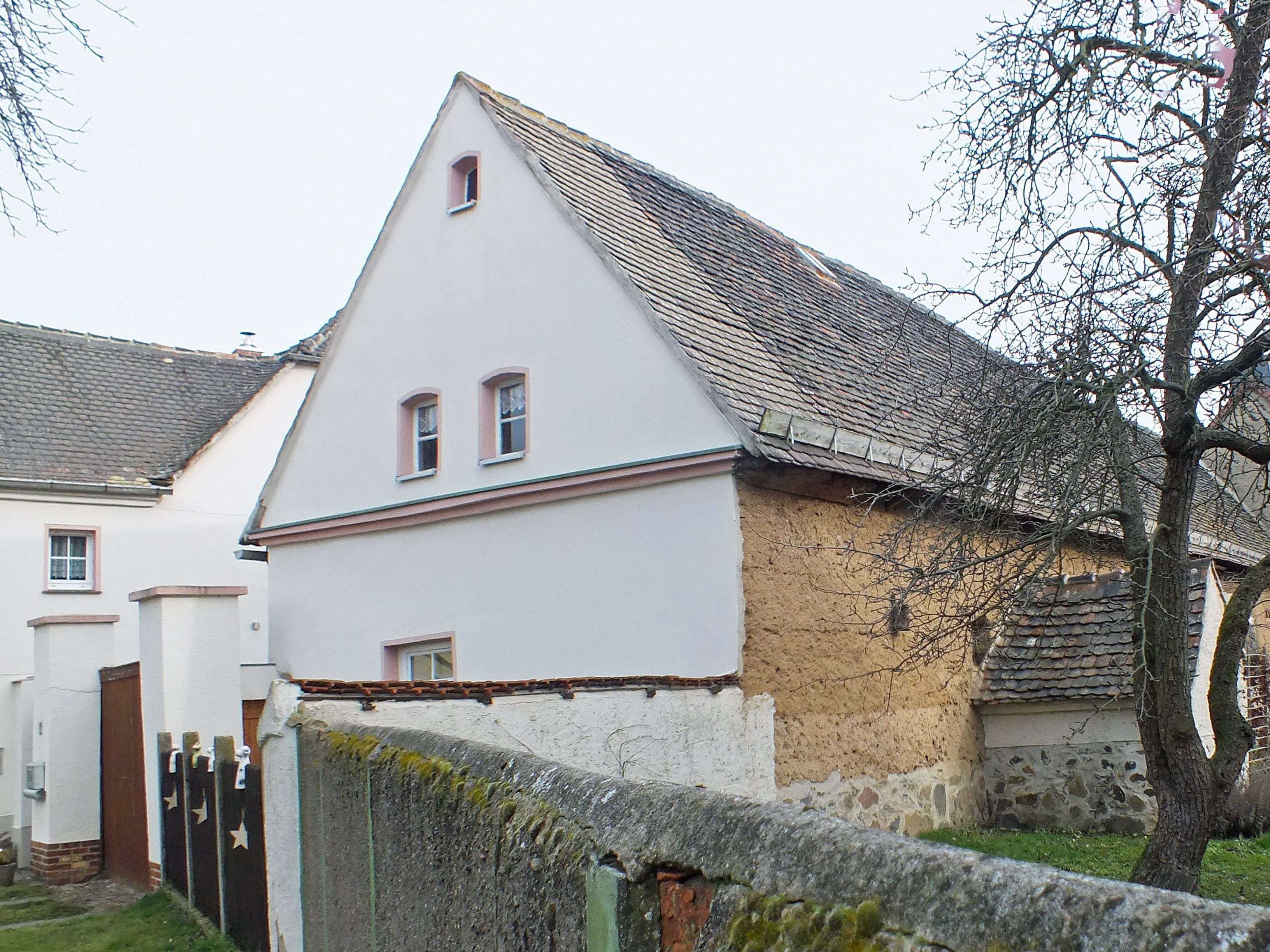
Ein Lehmwellerbau in Gottscheina, dem nördlichsten Stadtteil Leipzigs, mit von 1,3 m unten auf 0,6 m oben abnehmenden Wandstärken

In Deutschland war der Lehmwellerbau im ländlichen Bereich, speziell in Thüringen, Sachsen und Sachsen-Anhalt bis in die zweite Hälfte des 19. Jahrhunderts, die Hauptbauart zum Errichten von Wandkonstruktionen. Erhalten sind heute noch mehrere zehntausend ländliche Wohn- und Wirtschaftsgebäude in der Lehmwellerbau-Technik.